# 落合裕介
落合 裕介（おちあい ゆうすけ）は、日本の漫画家。

## 来歴
吉田聡のアシスタントを経て、『週刊少年サンデー』（小学館）でデビュー。初連載は『週刊少年サンデー超』（同）で連載された『ナックルヘッド』。『横幡高校応援団 神咲組』で初の単行本を刊行。
2016年6月6日に発売された『ダ・ヴィンチ』（KADOKAWA）7月号では誉田哲也の特集が組まれ、小説『硝子の太陽R ルージュ』と『硝子の太陽N ノワール』を描いた4ページ漫画を落合が描いている。
2023年10月、初となる短編集『タンペンシュウ』第1巻を刊行。

## 作品リスト

### 連載
- ナックルヘッド（『週刊少年サンデー超』1999年12月20日号 - 2000年10月25日号） - 単行本は未刊行。
- 横幡高校応援団 神咲組（『週刊ヤングサンデー』2001年44号 - 2002年38号）
- 太陽のドロップキックと月のスープレックス（原作：ミスター高橋、『モーニング』2004年10号 - 2004年44号）
- 粋狂無双 Sex Drug Mahjong（『近代麻雀』2004年3月1日号 - 2004年4月1日号） - 短期集中連載、単行本は未刊行。
- もえよタク！（『週刊ヤングサンデー』2006年2号 - 2006年8号） - 短期集中連載、単行本は未刊行。
- タナトス 〜むしけらの拳〜（原案：竹原慎二、『週刊ヤングサンデー』2007年1号 - 2008年35号、『YSスペシャル』VOL.1- VOL.4）
- 天獄の島（『コミックBREAK』2009年1号〈創刊号[5]〉 - 2010年10月）
  - 天獄の島 Season2（『Webゴラク』2017年9月11日[6] - ）
- BLOOD〜真剣師 将人〜（『ヤングキング』連載）
- うなぎ鬼（原作：高田侑、『ヤングキング』2014年13号[7] - 2015年12号） - コミカライズ。
- 妖の華（原作：誉田哲也、『ヤングキング』2015年19号[8] - 2016年） - コミカライズ。
- 侠客（原作：池波正太郎、『コミック乱ツインズ』2020年11月号 - 2023年4月号[9]） - コミカライズ。
- ヒトクイダンチ（『週刊漫画ゴラク』2024年12月13日号[10] - ）

### 読み切り
- 岡島秀樹物語 GOING MY WAY!（『週刊少年サンデー超』2001年4月25日号）
- 横幡高校応援団 神咲組 外伝（『別冊ヤングサンデー』2002年1月20日号）
- ヒトデナシ（『ヤングキングBULL』2023年6月号[11]） - 短期集中連作読み切り企画第1弾作品[11]。『タンペンシュウ』1巻に収録[4]。
- ホシガリ（『ヤングキングBULL』2023年7月号[12]） - 短期集中連作読み切り第2弾作品[12]。『タンペンシュウ』1巻に収録[13]
- ヒトノメ（『ヤングキングBULL』2023年8月号[14]） - 短期集中連作読み切り第3弾作品[14]。『タンペンシュウ』1巻に収録[13]。
- ココロノコシ（『ヤングキングBULL』2023年9月号[15]） - 短期集中連作読み切り第4弾作品[15]。『タンペンシュウ』1巻に収録[13]。
- リフジン（『ヤングキングBULL』2023年10月号[16]） - 短期集中連作読み切り第5弾作品[16]。『タンペンシュウ』1巻に収録[13]。
- ヒョウリュウ（『ヤングキングBULL』2024年2号[17]） - シリーズ読み切り[17]。『タンペンシュウ』2巻に収録。
- ヒトミシリ（『ヤングキングBULL』2024年6号[18]） - シリーズ読み切り[18]。『タンペンシュウ』2巻に収録。
- シンエン（『ヤングキングBULL』2024年7号[19]、2024年8号[20]） - シリーズ読み切り[21]。『タンペンシュウ』2巻に収録。
- カイライ（『ヤングキングBULL』2025年4号[22]） - シリーズ[22]。『タンペンシュウ』2巻に収録。
- ツキマトイ（『ヤングキングBULL』2025年14号[23]） - シリーズ読み切り[24]。『タンペンシュウ』2巻に収録。

### 書籍
- 『横幡高校応援団 神咲組』、小学館〈ヤングサンデーコミックス〉2002年、全4巻
- 『太陽のドロップキックと月のスープレックス』、原作：ミスター高橋、講談社〈モーニングKC〉2004年、全3巻
- 『タナトス 〜むしけらの拳〜』、原案：竹原慎二、小学館〈ヤングサンデーコミックス〉2007年 - 2009年、全8巻
- 『天獄の島』、日本文芸社〈ニチブンコミックス〉2009年 - 2010年、全3巻
- 『BLOOD〜真剣師 将人〜』、少年画報社〈YKコミックス〉2011年 - 2012年、全2巻
- 『うなぎ鬼』、原作：高田侑、少年画報社〈YKコミックス〉2014年 - 2015年、全3巻
- 『妖の華』、原作：誉田哲也、少年画報社〈YKコミックス〉2016年、全2巻
- 『天獄の島 Season2』、日本文芸社〈ニチブンコミックス〉2018年 - 2020年、全4巻
- 『侠客』、原作：池波正太郎、リイド社〈SPコミックス〉2021年 - 2023年、全6巻
- 『タンペンシュウ』、少年画報社〈YKコミックス〉2023年 - 2025年、全2巻
  1. 2023年10月23日発売[25][26]、ISBN 978-4-7859-7516-6
  2. 2025年7月22日発売[27]、ISBN 978-4-7859-7981-2
- 『ヒトクイダンチ』、日本文芸社〈ニチブンコミックス〉2025年 - 、既刊2巻（2025年7月28日現在）
  1. 2025年2月28日発売[28][29]、ISBN 978-4-537-14968-5
  2. 2025年7月28日発売[30]、ISBN 978-4-537-17269-0

## 師匠
- 吉田聡[2]